# هاندورف
هاندورف (به آلمانی: Handorf) یک شهر در آلمان است که در Lüneburg واقع شده‌است. هاندورف ۲٬۰۴۵ نفر جمعیت دارد.